# 洪宝顺
洪宝顺（1920年—1991年），男，江苏宜兴人，中国内燃机专家，曾任中国内燃机学会副理事长，第三届全国人大代表，第五、六、七届全国政协委员。